# هومبرتو کاریو
هومبرتو کاریو (انگلیسی: Humberto Carrillo؛ زادهٔ ۲۰ اکتبر ۱۹۹۵) کشتی‌گیر کشتی حرفه‌ای اهل مکزیک است.